# 발진기구

여러 단층에서의 대표적인 발진기구를 그린 그림. 왼쪽부터 이상적인 주향이동단층, 역단층, 정단층의 발진기구이다.

발진기구(發震機構, fault-plane solution) 또는 단층면해는 지진시에 진원에 작용하는 단층의 움직임을 모델로 계산해 2차원 기하학적으로 투영한 그림을 의미한다. 지진의 매커니즘(Focal mechanism), 진원 매커니즘, 지진 발생 매커니즘이라고도 부른다.
단층면해를 구하는 방법으로는 "초동발진기구해"(초동해)와 "센트로이드/모멘트/텐서해"(CMT해) 두 종류가 있다. 초동발진기구해는 여러 지진계에서 관측한 P파 데이터를 해석하여 계산할 수 있어 많이 사용한다. CMT해는 장주기 지진파를 해석하여 계산하기 때문에 규모가 일정 이상인 지진에서만 사용하지만 센트로이드(지진에서 가장 단층차가 큰 곳)에서 발진기구를 해석하기 때문에 보다 실제 지진에 가까운 결과를 낼 수 있고 단층 운동의 규모도 계산할 수 있다.

## 단층 매개변수
발진기구해에서는 주향, 경사각, 미끄럼각 3가지 요소를 계산해서 결정한다. 이 셋을 하나로 묶어 단층 매개변수라고 부른다.
- 주향 - 단층면을 지표면(수평면)까지 연장했을 때 단층면과 지표면이 만나는 직선의 방향을 말한다. 보통 진북을 0°로 하여 시계방향으로 늘어나며 이동방향을 나타내는 화살표 오른편에 단층면이 온다. 기호는 φθ라고 쓴다.
- 경사각 - 단층면을 지표면(수평면)까지 연장했을 때 두 면이 이루는 각도를 말한다. 수평면상이면 0°이며 최대 90°가 될 수 있다. 기호로는 δ라고 쓴다.
- 미끄럼각 - 단층면 아래쪽 지층(하반)에 대한 단층면 위쪽 지층(상반)이 미끄러진 방향을 말한다. 주향 방향을 0°로 하여 시계반대방향으로 늘어난다. 기호로 λ라고 쓴다.

정단층, 역단층, 주향이동단층은 아래와 같이 미끄럼각으로 분류할 수 있다.
- 정단층 - 주향 성분이 없는 순수한 정단층은 미끄럼각이 270°이며, 이 숫자에서 멀어질수록 주향 성분이 커진다.
- 역단층 - 주향 성분이 없는 순수한 역단층은 미끄럼각이 90°이며, 이 숫자에서 멀어질수록 주향 성분이 커진다.
- 주향이동단층 - 정단층이나 역단층 성분이 없는 순수한 주향이동단층은 좌수향의 경우 0°, 우수향의 경우 180°이며 이 숫자에서 멀어질수록 정/역단층 성분이 커진다.

## 초동발진기구해

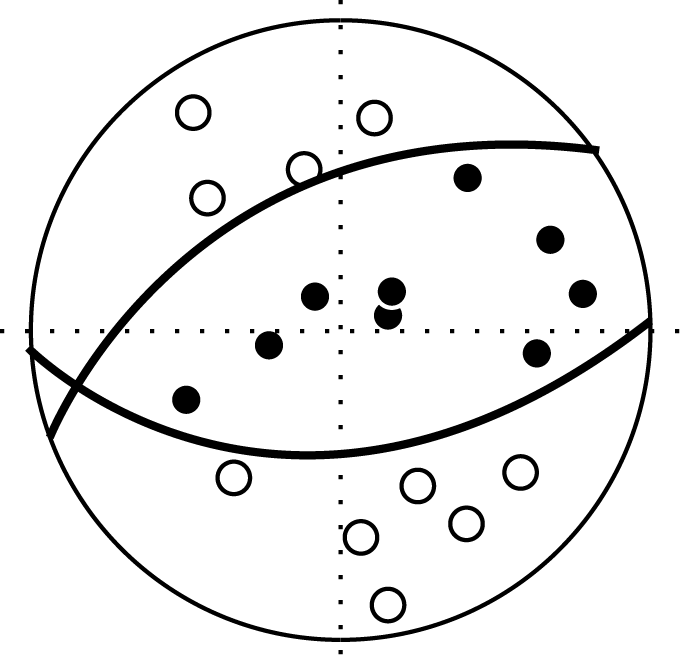
초기 미동의 인장/압축 분포를 진원구(focal sphere)로 그린 그림. 흰색 점 구역이 P(press), C(Compressional)이라고 부르는 누르는 힘(횡압력), 검은색 점 구역이 T(tension, tensional)이라고 부르는 당기는 힘(장력)이다.

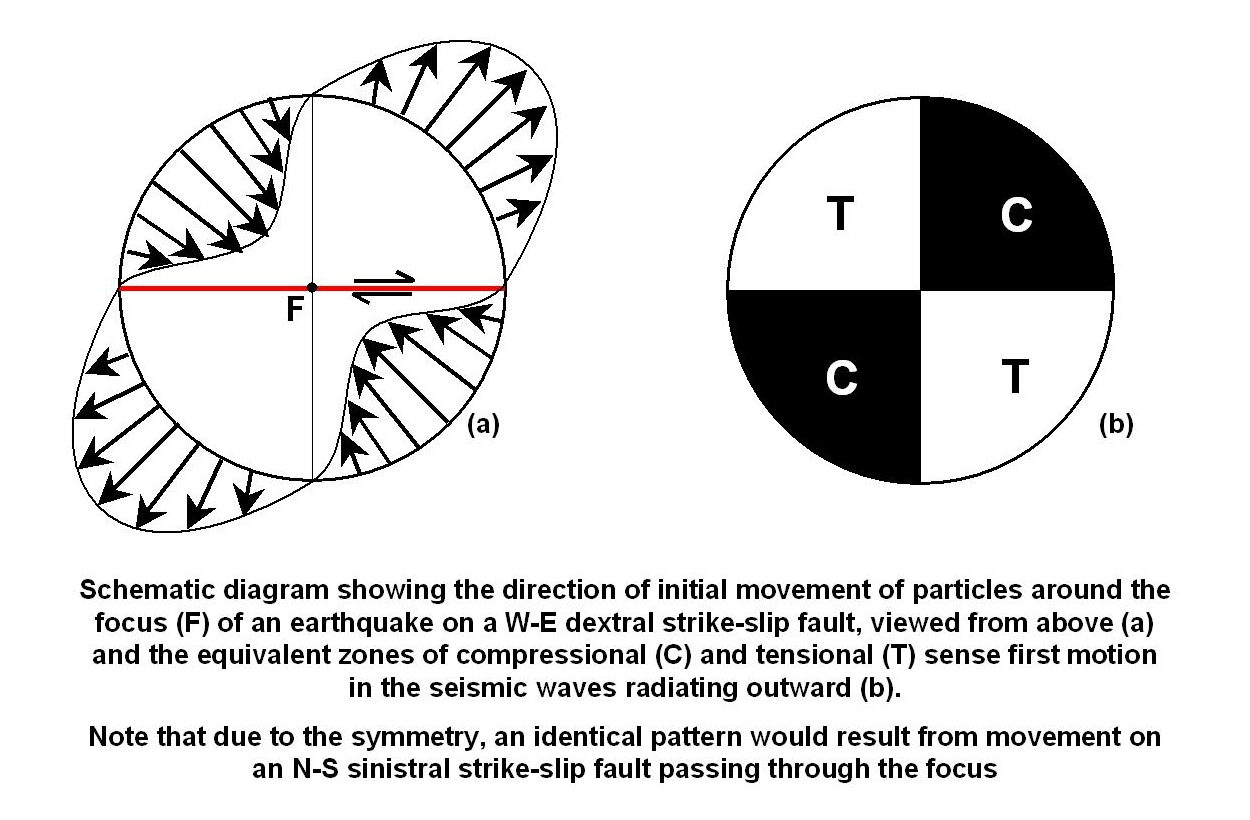
진원구를 그리는 과정. 가운데 진원(F)을 진원구의 중심으로 두고 압축력과 인장력의 방향을 구한다.

각 지진관측소의 P파 진동이 '장력'인지 '압력'인지(위아래로 진동하는 파동일 경우 제1파가 위인지 아래인지) 파악한다. 예를 들어 압축(Compression)을 받는 지역에서는 첫 진동이 진앙에서 밀어나는 식의 진동을 느낄 것이며 반대로 팽창(Dilatation)을 받는 지역은 진앙으로 끌려가는 느낌의 진동을 받게 된다.
이를 통해 각각의 관측점과 진원 사이 상대 위치나 속도 구조를 바탕으로 사출각(take-off angle)과 방위각(azimuth)을 구하고 구면에 각 장력과 압력의 분포를 그리면 진앙을 중심으로 압축과 팽창이 교대되는 4개 구역을 구할 수 있다. 압력과 장력의 분포는 공의 중심을 지나는 직교하는 두 평면으로 나눌 수 있다. 이렇게 서로 직교하는 2개 면을 구한 것이 초동발진기구해이다. 초동해는 단층면만을 구하기 위해 사용하는 것으로 지진의 규모를 구하기 위해서는 다른 방법을 사용해야 한다.
1920년대 시다 도시 등의 지진학자들이 P파 초기 진동의 4사분면 분포를 발견하면서 지진의 단층면을 유추하는 결정적인 단서로 많은 지진의 초동기구해를 구하고자 했다. 하지만 초동해를 구하기 위해서는 수십 곳 이상의 관측점에서 관측한 명확한 P파 초기 진동파형이 필요하며 해의 정확도도 관측점의 분포에 크게 의존해 관측 지점들과 먼 지역의 지진은 초동해를 구하기 어려웠다.
1970년대 장주기 지진계가 등장하고 계산 환경이 변하면서 CMT해 계산 방법이 정립되어 규모가 큰 지진의 발진기구해는 CMT해를 이용하는 경우가 늘었다. 특히 규모가 큰 지진은 P파 초기 진동이 불분명한 경우도 많고, 초기 단층파괴와 주진동의 매커니즘이 달라 초동해로 지진의 단층면해를 명확히 알 수 없어 CMT를 주로 사용한다. 하지만 규모 4 미만의 지진은 장주기 진동의 폭이 작아 CMT해 계산이 어려워 초동해를 통한 발진기구 계산을 하는 경우가 많다.
| 좌수향단층 | 우수향단층 | 정단층 | 역단층 |
| ---------- | ---------- | ------ | ------ |
|            |            |        |        |
|            |            |        |        |

## CMT해
CMT란 센트로이드/모멘트/텐서해의 약자로, 아래 3가지 요소를 동시에 표현하는 단층면해이다.
- Centroid - 움직인 단층 내에서 운동량이 가장 컸던 지점
- Moment - 움직인 단층의 면적과 운동량(에너지)를 나타내는 지진 모멘트 / 모멘트 규모
- Tensor - 단층이 이동한 방향을 나타내는 단층 매개변수

CMT해로 추정되는 지진의 '장력', '압력' 분포는 종종 완전한 4사분면을 나타내지 못해 추정 단층면과 약간의 차이가 발생하는 경우가 있다. 이 다른 수치를 "비-이중 결합관계 성분비"(비 D.C. 성분비)라고 하며 종종 단층 운동의 복잡한 정도나 특수성(화산성 지진 등)을 추정하는데 쓰인다. 비이중결합관계 성분비는 선형보상벡터쌍극자(compensated linear vector dipole, CLVD)라고 부르기도 한다. 또한 발진기구해로 계산한 각 관측점의 이론적인 파형과 실제 관측파형의 차이를 주요 감소(VR)이라고 하며 CMT해의 정확도를 측정하는데 쓰인다.
CMT해는 주기 수십초에서 수백초의 장주기 지진동을 해석하여 지진 시작부터 종료까지 거의 전 시간을 통해 단층이 미끄러지는 모습(발진기구)를 추정할 수 있고 그 규모(모멘트 규모)도 구할 수 있다. 다만 장주기 지진파가 충분히 강한 크기로 발산되는 규모 M4 이상의 지진에서만 계산할 수 있다.

## 같이 보기
- 지진 모멘트
- 지진의 규모

## 참고 문헌
- 이기화 (2016년 10월 30일).  박상준, 편집. 《모든 사람을 위한 지진 이야기》 1판. 서울: 사이언스북스. ISBN 978-89-8371-730-6.